# Désiré Bois
Désiré Georges Jean Marie Bois (* 9. Oktober 1856 in Granville; † 2. Januar 1946 in Saint-Mandé) war ein französischer Botaniker. Sein offizielles botanisches Autorenkürzel lautet „Bois“.
Bois hat mehr als 150 Pflanzenarten beschrieben. Er war 1920 und 1931 Präsident der Französischen Botanischen Gesellschaft.

## Veröffentlichungen (Auswahl)
- 1891–1896: Atlas des plantes de jardins et d'appartements exotiques et européennes
- 1893: Les Orchidées
- 1893–1899: Dictionnaire d'horticulture
- 1927–1937:  Les plantes alimentaires ...